# Rotoxylon
Rotoxylon Cordi et Stein, 2005 es un género de Pteridophyta perteneciente al orden Iridopteridales. Este vegetal de porte probablemente herbáceo es conocido a partir de los restos fósiles de la única especie conocida, Rotoxylon dawsonii, datados en el periodo Frasniense del Devónico Superior de la Formación Genundewa en Canandaigua, Estado de Nueva York (EE. UU.). 

## Descripción
Los restos fósiles estudiados de Rotoxylon dawsonii están compuestos exclusivamente por tejidos primarios de varias ramificaciones. En estos restos se aprecian tallos con un diámetro de hasta 1,5 cm de diámetro que en ningún caso mantiene tejidos periféricos tales como tejido epidérmico o córtex externo. El cilindro vascular exhibe una estela de tipo actinostela con un xilema primario de maduración mesarca de 0,8 cm de grosor formado por 18 haces radiales de entre 1,8 y 4 mm de longitud. Estos haces muestran un patrón de imbricación helicoidal a lo largo de la longitud del eje que según algunos autores puede ser resultado del proceso de fosilización. En algunos casos tiene lugar un proceso de anastomosis en haces contiguos que dan apariencia de bifurcación.
En el extremo de los haces radiales se sitúa comúnmente una única hebra de protoxilema con traqueidas con patrón de engrosamiento escaleriforme. En los casos en los que aparezcan una o dos hebras más estas se sitúan embebidas en el haz de xilema. Las traqueidas de protoxilema son característicamente elípticas con una longitud radial de entre 20 y 39 μm y una longitud tangencial de entre 12 y 18 μm. La longitud media es las traqueidas es 0,45 mm y poseen una pared celular de entre 2,4 y 4, 8 μm. El metaxilema se dispone radialmente en los canales formados por los haces de xilema primario. Está formado por traqueidas de tamaño variable y sección circular o poligonal con punteaduras uniseriadas. Las traqueidas de mayor tamaño, con entre 28 y 55 μm de diámetro, 1 mm de longitud y paredes celulares de 4 μm, se localizan siempre en la zona media del canal mientras que las más estrechas, con 18 a 30 μm de diámetro y paredes celulares de entre 4,8 y 6,0 μm, se sitúan en la periferia, junto a las células de xilema. En la zona externa del cilindro vascular se localiza una estrecha capa de floema primario de unos 65 μm de grosor formado por 5 o 6 células de sección elíptica con entre 10 y 12 μm de longitud radial y entre 4,8 y 6 μm de longitud tangencial al centro del cilindro.
Aunque los tejidos externos al cilindro xilemático apenas se han conservado se conoce la presencia de un córtex heterogéneo formado por capas alternas de células parenquimáticas isodiamétricas de paredes gruesas, de 0,65 a 1 μm de diámetro, y células parenquimáticas de pared delgada, de entre 30 y 63 μm de diámetro. Excepcionalmente se ha constatado la presencia de un periciclo formado por células elípticas de entre 8 y 10 μm de diámetro y entre 12 y 14 μm de longitud. Emergiendo del cilindro vascular a partir de los haces de xilema se encuentran las trazas vasculares de órganos secundarios. Estas trazas se organizan en verticilos formados por, al menos, tres vueltas de hélice con entre 5 y 6 ramificaciones cada una que recuerda al que presenta Compsocradus givetianus. Las trazas están formadas por una única hebra de protoxilema de sección circular con un diámetro de aproximadamente 0,5 mm. En algunas observaciones ha podido comprobarse la presencia de células endodérmicas envolviendo el protoxilema de las trazas vasculares.

## Taxonomía
La especie fue originalmente descrita por John William Dawson en 1882 en base al material recolectado en el Estado de Nueva York como Cladoxylon mirabile al suponer que pertenecía a esa especie conocida por yacimientos europeos. Charles B. Read, reanalizando los restos disponibles consideró que debían pertenecer a una especie diferente que llamó Cladoxylon dawsonii en honor a su descubridor. No fue hasta 2005 cuando los investigadores de la Universidad de  Binghamton Jennifer Cordi y William E. Stein pudieron tener acceso a ejemplares originales de Dawson conservados en su Universidad y examinar a fondo sus características anatómicas. Estos investigadores concluyeron que, lejos de pertenecer al género Cladoxylon del orden Pseudosporochnales, se encontraban ante un representante del orden Iridopteridales, actualmente Rotoxylon dawsonii.